# Fabriciaco
I Fabriciaco (talvolta anche Fabriciazio, Fabriciaci o Fabricii) furono una famiglia patrizia veneziana, annoverata fra le cosiddette Case Nuove.

## Storia
La tradizione vuole che i Fabriciaco fossero originari di Altino o dalla Marca trevigiana. 
È ignoto il periodo del loro trasferimento nell'area della Lagune veneta, ma nel 742 un certo Giovanni Fabriciaco, proveniente da Heraclia (odierna Eraclea), fu il quarto magister militum ad essere chiamato nell'amministrazione della Venetia dopo l'assassinio del doge Orso Ipato. A causa del suo feroce governo, tuttavia, il Fabriciaco fu deposto dal popolo, che, secondo l'uso bizantino, lo esiliò dopo averlo rapato a zero e abbacinato.
La famiglia Fabriciaco, una volta trasferitasi stabilmente a Venezia, praticò l'attività mercantile con grande profitto, «e per loro buon portamento furono fatti del Consiglio». Anche la data d'ingresso nel corpo patrizio è ignota, benché abbia dovuto verificarsi, probabilmente, prima della serrata del 1297: una fonte settecentesca riporta come possibile anno d'aggregazione il 1232. Ciò che è certo, è che questo casato si estinse poco tempo dopo la serrata, forse nell'anno 1303, in un certo Luigi (attestato anche con i nomi di Leonardo e Alessandro) Fabriciaco, Ufficiale alla Camera del Canevo.

## Membri illustri
- Giovanni Fabriciaco (VIII secolo), magister militum della Venetia.